# Scrobigera aruna
Scrobigera aruna là một loài bướm đêm trong họ Noctuidae.